# Серафим Йованович
Серафим (на сръбски: Серафим) е сръбски духовник, злетовско-струмишки (1920 - 1928) и рашко-призренски епископ (1928 - 1945) на Сръбската православна църква.

## Биография
Роден е 29 ноември 1873 година със светското име Сава Йованович (Сава Јовановић) в Призрен, Османската империя. Завършва Призренската семинария и Московската духовна академия. На 15 юни 1902 година е ръкоположен за дякон, а на следващия ден за свещеник в църквата „Свети Александър Невски“ в Шкодра. На 25 март 1909 година става монах в Сръбския подвор в Москва. Преподава в Призренската семинария, в гимназията в Щип.
На 23 декември 1920 година е ръкоположен за злетовско-струмишки митрополит в съборната църква „Свети Сава“ в Белград. На 29 октомври 1928 година избран за рашко-призренски епископ. Посланик е на Светия синод в Подкарпатска Русия за да работи за връщането на униатите към паровславието и изглаждане на църковните отношения. Умира на 13 януари 1945 година в Тирана, където е интерниран от окупационните власти и е погребан на православното гробище в Тирана.